# 機能的文脈主義
機能的文脈主義（きのうてきぶんみゃくしゅぎ、英語: functional contextualism）は、プラグマティズムと文脈主義に根ざした現代の科学哲学の一派である。

## 概要
機能的文脈主義は、行動科学の分野全般、特に行動分析学と文脈的行動科学において活発な発展を遂げ、関係フレーム理論として知られる言語理論の基盤となっている 。
その応用例の一つに、アクセプタンス・アンド・コミットメント・セラピー（ACT、アクト、収容自己投入療法）がある。これはスキナーの徹底的行動主義を再検討し、機能的・文脈的要素を強調したもので、スティーブン・ヘイズ（Steven C. Hayes）によって提唱された。ACTは、思考や感情、行動のような心理的な状況が生じる文脈における操作可能な変数に焦点を当て、正確性・広域性・縦深性を確保したままにそれらの事象を予測し、変容させる重要性を強調している。
ヘイズらによれば、初期のスキナーは、徹底的行動主義に関するその著作の中で、「機械主義的な要素」すなわち「機能的ではない構造的な要素」と、「文脈主義的な要素」が混在していた。彼は、徹底的行動主義が潜在的に依拠する認識論は文脈主義であると主張している。

## 文脈主義
機能的文脈主義の元となったのは、哲学者スティーブン・ペッパーがその著作"World Hypothesis:A study in Evidence"の中で解説した文脈主義の形式である。ペッパーは、この著作の中で、哲学の体系を幾つかの明確に区別できるクラスター、すなわち「世界仮説」または「世界観」に分けることができるとした。各々の世界観は特徴的な「ルート・メタファー」と真理規準によって特徴づけられる。「ルート・メタファー」とは、表面上は分かりやすく常識的で、日常的な事物や観念に基づき、分析者が世界を理解するときに基本的なアナロジーとして用いるものである。ある世界観のルート・メタファーは、その世界観がもつ存在論的前提、あるいは存在や実在の性質についての見方（例：宇宙は決定論的か否かなど）とおおよそ一致している。ある世界観の真理基準は、それがもつルート・メタファーと固く結びついており、それが生み出す分析の妥当性を評価する基になる。また、その方法論的前提や知識・真実の性質に関する見方ともおおよそ一致している。
文脈主義がもつルート・メタファーは「文脈における行為」であり、全ての事象を、現在・歴史的文脈と分けることができない進行中の行いであるとして解釈する。文脈主義の真理基準は「うまく行っている」ことと言い換えられることが多い。真実とアイデアがもつ意義は、それが現実とどれだけ一致しているかどうかではなく、それが持つ機能と有用性に依存している。文脈主義では、ある分析についてそれが真実であったり、有効だと言えるのは、それが効果的な実践やゴールの達成につながる場合だけである。文脈主義とは、ペッパーの用法で言う、チャールズ・パース、ウィリアム・ジェイムズ、ジョン・デューイなどによるプラグマティズムある。

### 様々な文脈主義
文脈主義的な世界観にとっては分析の目標を持つことが極めて重要である。これは、文脈主義がもつ分析ツール（ルート・メタファーと真理基準）のどちらもが分析の目的によって左右され、どちらも明確に特定された分析目的がないならば効果的に用いることができない。 ”うまく行っている”ことの実用的な真理基準はゴールが明確でなければ、無意味な分析になる。"うまく"行ったかどうかは、何らかの目的を達成したかどうかによってしか測定することができないためである。
同様に、"文脈における行い"のルート・メタファーもゴールが明確でなければ、分析しても無意味になる。なぜなら、ゴールがなければ、その行いの背景に無限に広がる歴史的・環境的文脈のどこまでを分析に入れて良いかを決めることができなくなるからである。分析の明確なゴールがなければ、文脈主義者は、いつ分析が完成したとか、「真実」や「有用」とみなせるほど良くなったとか言えるのかを知ることが不可能なまま、文脈の分析を永遠に続けることになる。明確なゴールがなければ、文脈主義者の間で知識を構築したり、共有したりすることが極めて困難になる。
文脈主義者はさまざまな分析目標を採用することが可能で、実際にそうしている。ゴールによって多種多様な文脈主義に分けることができる。究極的な分析のゴールによって、文脈主義の理論は記述的文脈主義と機能的文脈主義に大きく分類可能である。

#### 記述的文脈主義
記述的文脈主義者は、出来事の全体の複雑さと豊かさを理解しようとするとき、その出来事に加わった人々と特徴に対する個人的かつ審美的な評価を通じて行う。このアプローチは、文脈主義のルート・メタファーに強く従おうとしている。過去のストーリーを再構成して、全体の出来事を理解しようとする試みである、歴史学の分野と似ている。記述的文脈主義者によって構築された知識は、個人的かつ一時的で、特定的かつ時空間的にも制限されている。 歴史書のように、特定の時間と場所で発生した（または発生しつつある）特定の出来事についての深い個人的な理解を反映している知識体系である。文脈主義の大半は、社会構成主義や劇作法（ドラマツルギー）、解釈学、ナラティブ・アプローチなどように、記述的文脈主義に分類される。

#### 機能的文脈主義
それに対して、機能的文脈主義者は、実証に基づいた概念とルールを使用して、事象を予測し影響を与えようとすることを目指す。このアプローチは、文脈主義の極めて実用主義的な真理基準に強く従おうとしており、一般的なルールと原理が事象の予測や操作のために使用される科学や工学の分野に似ている。 分析者の実際的なゴールの達成に貢献しないルールや理論は無視されるか却下され、機能的文脈主義者によって構築された知識は一般的かつ抽象的で、時空間的な制限を受けない。科学的原理のように、時間や場所にかかわらず、すべての（または多くの）同様な事象にその知識を適用させることができる。